# Schwarzwasser (Aller)
Das Schwarzwasser ist ein 36 km langer, nordöstlicher und rechter Zufluss der Aller in den niedersächsischen Landkreisen Gifhorn und Celle. Sein Einzugsgebiet ist 269,75 km² groß.

## Geographie

### Verlauf
Das Schwarzwasser entspringt in der zur Südheide gehörenden Oerreler Heide. Seine Quelle liegt im Landkreis Gifhorn zwischen dem Kernort der Gemeinde Dedelstorf im Südwesten und dem Dedelstorfer Ortsteil Repke im Ostnordosten nahe der Bundesstraße 244.
Das Schwarzwasser fließt in überwiegend südwestlicher Richtung. Anfangs verläuft es nach Süden und zwischen den Dedelstorfer Ortsteilen Lingwedel im Westen und Langwedel im Osten hindurch. Anschließend läuft es westlich vorbei am Wahrenholzer Ortsteil Teichgut und passiert und speist im Gemeindegebiet von Groß Oesingen zahlreiche Teiche. Dann wendet sich der Bach nach westlichem Passieren von Wesendorf und bei südöstlichem Passieren des Kernorts von Ummern nach Westen. Hiernach fließt das Schwarzwasser nördlich am Müdener Ortsteil Hahnenhorn vorbei und erreicht den Landkreis Celle. Etwas weiter westlich durchläuft es – nach rechtsseitigem Einmünden der aus Richtung Hohne heran fließenden und längstem Schwarzwasser-Zufluss Wiehe – den Wienhausener Ortsteil Nordburg. Danach reicht an das Nordufer des Bachs das Gemeindegebiet von Lachendorf.
Das letztlich westnordwestwärts strebende Schwarzwasser fließt nördlich vorbei an Offensen und dann weiter in Richtung Oppershausen, zwei weiteren Ortsteilen von Wienhausen. Dann mündet es vor Erreichen von Oppershausen und kurz nach Überqueren des Osterbruchkanals, einem Seitenkanal der Aller, in den dort etwa von Südosten kommenden Weser-Zufluss Aller.

## Sonstiges
Das Schwarzwasser wurde in seinem Verlauf bei Schwachhausen Anfang der 1970er Jahre umgeleitet. Es wird zu großen Teilen aus Entwässerungsgräben gespeist. Daher trägt es eine entscheidende Rolle in der Urbarmachung der heutigen Feldflächen nördlich von Nordburg und Schwachhausen.